# Coffin Bay Brumby
Le Coffin Bay Brumby est un cheval semi-sauvage d'Australie. Il descend de poneys du Timor importés par des colons Anglais d'Indonésie vers Coffin Bay, sur la pointe Sud de la péninsule d'Eyre, en Australie-Méridionale. Le Coffin Bay Brumby est souvent confondu avec les chevaux sauvages classiques d'Australie, les Brumbies, mais ne vit pour sa part que dans des espaces clôturés.

## Histoire
La race descend du Timor indonésien, et a été influencée par le Welsh, le Pur-sang, l'Arabe, le Clydesdale et le Hackney au fil de croisements. Son origine est à chercher dans l'importation d'environ 60 chevaux Timor au milieu du XIXe siècle, par le capitaine Hawson, qui les a ensuite laissés en libre pâture à Coffin Bay. Par la suite, le cheptel est géré par W. R. Mortlock, qui décide vraisemblablement de pratiquer des croisements avec des étalons Welsh cob, Pur-sang, et Arabe, afin de fixer des caractéristiques recherchées. 
Jusqu'en 2008, son nom officiel était Coffin Bay Pony, mais il a été changé depuis pour Coffin Bay Brumby.

## Description
C'est un poney de selle de modèle léger, toisant environ 1,47 m, taille qu'il ne dépasse en principe pas. Il rappelle son ancêtre, le Timor.
La robe peut être baie, alezane, noire, grise, rouanne ou dun, avec des marques primitives. La robe pie est impossible, mais des marques blanches discrètes peuvent être présentes. 
Ces chevaux vivent traditionnellement en liberté, mais dans des espaces clôturés. Ils sont réputés robustes.

## Utilisations
La race était historiquement employée dans un objectif militaire, pour la pratique du polo, et mise à l'attelage. Le Coffin Bay Brumby est désormais adapté à l'équitation de loisir.

## Diffusion
La race est propre à la péninsule d'Eyre, et en particulier au parc national de Coffin Bay, situé dans l'Australie-Méridionale. Elle ne compte qu'une quarantaine de représentants. L'étude menée par l'université d'Uppsala, publiée en août 2010 pour la FAO, signale le Coffin Bay Pony comme une race de chevaux locale d'Océanie dont le niveau de menace est inconnu. Aucun niveau de menace et aucun relevé d'effectifs ne sont indiqués dans la base de données DAD-IS.
Les chevaux surnuméraires sont habituellement vendus aux enchères. 